# Callaly Castle
Callaly Castle är ett slott i Storbritannien.   Det ligger i grevskapet och kommunen Northumberland i riksdelen England, i den centrala delen av landet, 400 km norr om huvudstaden London. Callaly Castle ligger 108 meter över havet.
Terrängen runt Callaly Castle är kuperad västerut, men österut är den platt. Runt Callaly Castle är det ganska glesbefolkat, med 29 invånare per kvadratkilometer. Närmaste större samhälle är Alnwick, 13,9 km öster om Callaly Castle. I omgivningarna runt Callaly Castle växer i huvudsak blandskog.